# Val-Racine
Val-Racine est une municipalité du Québec située dans la MRC du Granit en Estrie.

## Toponymie
Elle est nommée en l'honneur d'Antoine Racine (1822-1893), évêque de Sherbrooke.

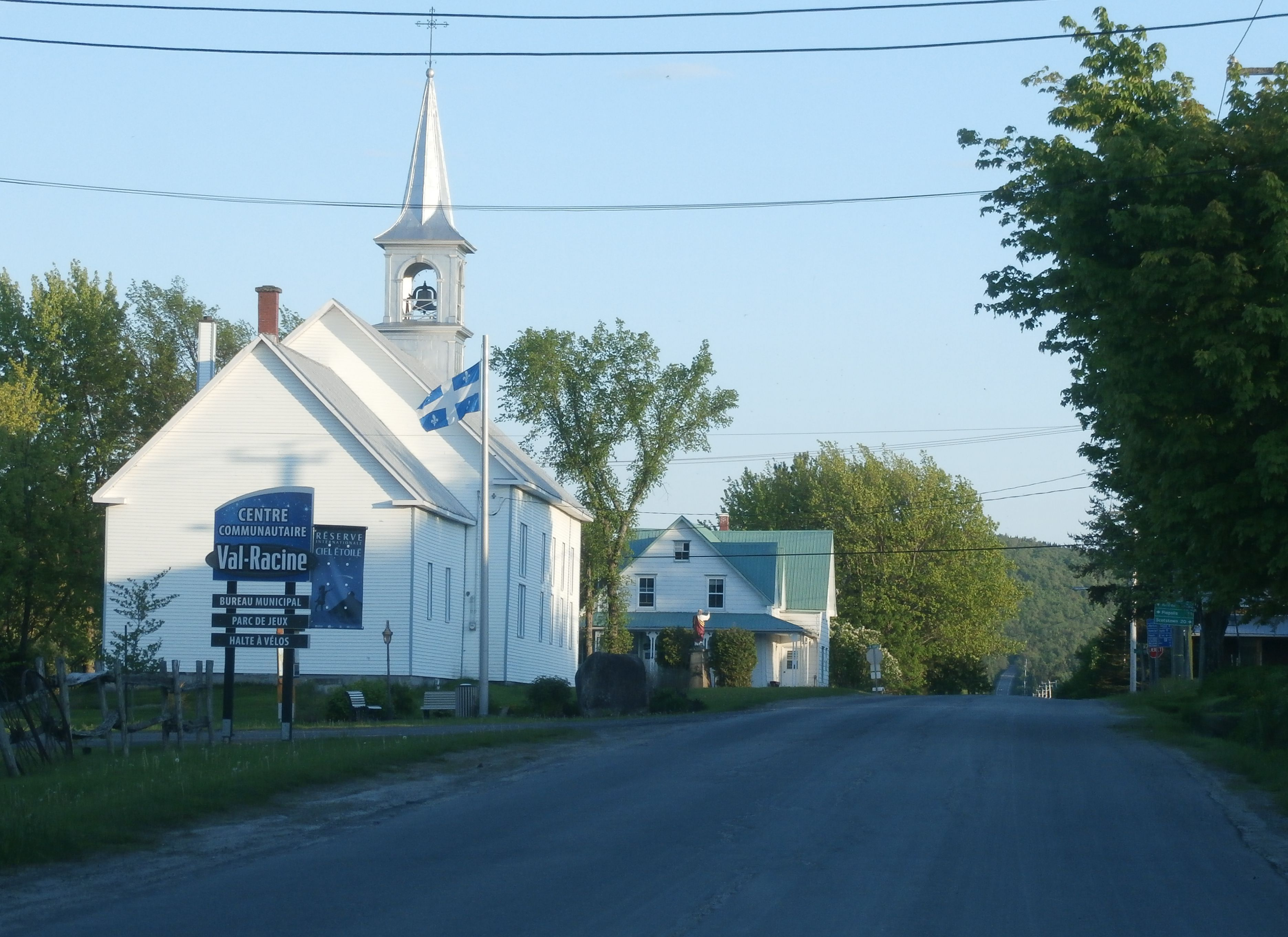
Village de Val-Racine direction vers le sud.

## Chronologie
- 26 avril 1907 : Érection de la paroisse de Saint-Léon de Marston.
- 26 octobre 1957 : La paroisse de Saint-Léon de Marston devient la paroisse de Val-Racine.
- 20 juin 2015: La municipalité de la paroisse de Val-Racine change son statut pour la municipalité de Val-Racine[3].

## Géographie
Val Racine est située à un carrefour routier, au nord-est du parc national du Mont-Mégantic, entre Milan, au nord-ouest, et Notre-Dame-des-Bois, au sud, à une douzaine de kilomètres à l'ouest du lac Mégantic. La municipalité est traversée par la Rivière Victoria et plusieurs ruisseaux qui alimentent cette rivière. Le chemin Franceville longe le pied de la montagne vers l'ouest, passe devant l'entrée du parc secteur de Franceville, puis rejoint le village de Scotstown.

## Démographie
| 1996 | 2001 | 2006 | 2011 | 2016 | 2021 |
| ---- | ---- | ---- | ---- | ---- | ---- |
| 104  | 115  | 142  | 170  | 178  | 183  |

## Administration
Les élections municipales se font en bloc pour le maire et les six conseillers.
| Val-Racine Maires depuis 2001                                                                                        |                 |         |          |
| Élection | Maire           | Qualité | Résultat |
| 2001 | Luc Glaude      |         | Voir     |
| 2005 | Sonia Cloutier  |         | Voir     |
| 2009 | Sonia Cloutier  | Voir    |          |
| 2013 | Sonia Cloutier  | Voir    |          |
| 2016 | Pierre Brosseau |         | Voir     |
| 2017 | Pierre Brosseau | Voir    |          |
| Élection partielle en italique Depuis 2005, les élections sont simultanées dans toutes les municipalités québécoises |                 |         |          |